# Mocsári Bence
Mocsári Bence Máté (Makó, 2000. március 29. –) többszörös magyar bajnok paraúszó, paratriatlonista.

## Sportpályafutása, Eredményei
Mocsári Bence könyökízületi rendellenességgel született, mely a bal karját érintette. Egészségügyi okokból kezdett el úszni 6 évesen, de az iskola kezdetekor fel kellett hagynia a sporttal. 6 évvel később, 2012-ben a Londoni Paralimpiai játékokat nézve döntötte el, hogy paralimpiai bajnok lesz.
A Szegedi Úszó Egyletben kezdte meg újból az úszást. Adottságai és kitartása révén gyorsan fejlődött. 2015-ben tagja lett a magyar válogatottnak és elérte első komolyabb eredményét: a berlini nemzetközi versenyen 50m gyorsúszásban első, 200m gyorsúszásban második helyezett lett. 2015 és 2018 között többszörös magyar bajnok és világkupa érmes volt. Úszókarrierje eddigi csúcsát a 2017-es mexikói Paraúszó Világbajnokságon elért helyezései jelentették: 200m vegyesúszásban ötödik, 100m gyorsúszásban hetedik, illetve 50m gyorsúszásban kilencedik helyezett lett.
2018-ban Mocsári sportágat váltott, így vált paratriatlonistává. 
Nem sokkal átállása után 2018 októberében, első nemzetközi triatlon versenyén, a madeirai Világkupán hatalmas hajrával harmadik helyen ért célba. A következő megmérettetésére 2019 februárjában került sor Ausztráliában. A devonporti (Tasmania, Ausztrália) Világkupán ötödik  helyezett lett.
Jelenleg (2019.03) a világranglista 22. helyén áll és készül, hogy 2020-ban a tokiói Paralimpián részt vehessen.

## Díjai
2015 - Sándorfalva Tehetsége

2018 - Az Év Utánpótlás Paratriatlon Sportolója